# Костадин Брадински
Константин (Костадин) Николов Брадински (Брадинов) е български просветен деец от края на XIX – началото на XX век.

## Биография
Роден е в 1847 година в Калофер, Османската империя, в семейството на кабзамалина Никола (Колю) Брадинов. Брат е на общественика Станчо Брадински. Учи във Военномедицинското училище в османската столица Цариград от 1867 до 1873 година. Връща се в родния си град и на следната 1874 година става учител по френски, алгебра, анатомия и физиология. Продължава да работи като учител в Калофер и след 1878 година. По-късно става училищен инспектор. Работи, като учител в Солунската българска мъжка гимназия в учебната 1887/1888 година. През учебната 1888/1889 година, когато Сярското българско училище става четирикласно, Брадински е назначен за директор на училището. В началото на 1891 година е уволнен от заеманата длъжност, поради лоши резултати и заместен с Георги Кандиларов. Около 1903 година е пенсионер.
Умира в Пазарджик.